# Thessalonique (thème)
Pour l’article homonyme, voir Thessalonique.

Thèmes byzantins en Grèce vers l'an 900.

Le thème de Thessalonique (en grec : θέμα Θεσσαλονίκης) est un thème byzantin (une province civile et militaire) situé au sud des Balkans. Il englobe des parties de la Macédoine centrale et occidentale et est centré autour de Thessalonique, la deuxième plus grande ville de l'empire et la capitale du thème.

## Histoire
À la fin de l'Antiquité, Thessalonique est la capitale de la province romaine de Macédoine et du diocèse de Macédoine. La ville est aussi le siège de la préfecture du prétoire d'Illyricum. Du fait de la perte de la majeure partie de la péninsule balkanique à la suite des invasions slaves du VIIe siècle, l'autorité du préfet (l'éparque) se limite surtout à la ville et à ses alentours immédiats. L'éparque continue de gouverner Thessalonique jusqu'au début du IXe siècle quand il est remplacé par un stratège placé à la tête du nouveau thème de Thessalonique,.
Le stratège de Thessalonique est mentionné pour la première fois en 836 mais une lettre de l'empereur Michel II à Louis le Pieux indique que le thème existe déjà en 824,. Warren Treadgold date la création du thème aux alentours de l'an 809, soit lors des campagnes de Nicéphore Ier contre les Slaves. Il estime que le thème entretient une armée de 2 000 hommes au cours du IXe siècle. À l'est, le thème s'étend jusqu'à la rivière Strymon. Au sud, il est frontalier avec le thème de l'Hellas au nord de la Thessalie. Ses frontières occidentales et septentrionales sont inconnues et dépendent des guerres de l'Empire byzantin avec les tribus slaves puis avec les Bulgares.
Durant le règne de Jean Ier Tzimiskès, un doux est présent dans la ville de Thessalonique. Il dirige les troupes des tagmata stationnées dans le thème. Il coexiste un temps avec le stratège avant d'assumer les fonctions de celui-ci un peu plus tard,,. Lors du XIe siècle, le doukaton de Thessalonique est d'une grande importance et de ce fait là est souvent occupé par des membres de la famille impériale.
Le thème est conquis par les Latins lors de la quatrième croisade en 1204 et est dévolu à l'éphémère royaume de Thessalonique, conquis en 1224 par le despotat d'Épire. La province de Thessalonique est alors recréée. La région passe ensuite aux mains de l'Empire de Nicée en 1246 avant d'être conquise par les Ottomans entre 1351 et 1392, date de la prise de Thessalonique. À cette date, le thème (ou la province s'en rapprochant) se réduit aux environs immédiats de Thessalonique. En 1402, la ville repasse sous contrôle byzantin et devient le siège d'un despotat jusqu'à la vente de la ville aux Vénitiens en 1423.